# ヴェオリア・トランスポール
Veolia Transport（ヴェオリア・トランスポール）とは、ヨーロッパ最大の鉄道、バスなどの公共交通全般を手がける企業である。かつてConnex（コネックス）という名称であった。 フランスの水道局が前身で、かつてヴィヴェンディ・エンバイロメントとして知られていた企業ヴェオリア・エンバイロメントの傘下である。
2011年に大規模なリストラをスタート。採算性のある事業は預金供託金庫に資金の60％を負担させてトランスデブ(Transdev) に改組した。トランスポール本体は2013年に清算され、また親会社のヴィヴェンディは交通事業から撤退した。

## 国別事業内容
- オーストラリアでは1997年から2009年までメルボルン近郊列車の運行をしている。当初はM-Train（英語版）と二分していたが、2004年以降全域で運行した。シドニーでは路面電車とモノレールをメトロ・トランスポート・シドニーから請け負って運営しており、さらに 北部近郊で大規模なバスの運行を行っている（previously southtrans）。これは34路線と小学校と中高学校向けの運行である。  パースではSouthern Coast Transit としてバス路線の運行。ブリスベンではNB Queenslandとしてバス路線の運行。
- ベルギーのフランデレン地域では政府との契約によってde Lijnと呼ばれるバスと市電の運行。
- コロンビア では3つの企業と合弁でトランスミレニオと呼ばれる専用道路とプラットホームを持つバスシステムを35キロ運営している。
- チェコでは12都市の公共交通を運営し、さらに3つの旅行代理店を運営している。シレジアのスレスコ（シュレジエン）地域バス路線を引き継いだため2002年にチェコ最大のバス運営会社になった。またチェコとドイツを結ぶ国際列車を運行している。
- デンマークではthe privatised Combusを50パーセント運行している。
- エストニア ではタルトゥ市でバス路線を運営している。
- フィンランドではヘルシンキのバス会社コネックス・フィンランド（旧・Linjebuss）を所有している。
- フランス
- ドイツでは2つの長距離鉄道といくつかの地域鉄道を運営している。
- アイルランドでは2004年6月から（ダブリン ）市の路面電車であるルアスを運営している。http://www.luas.ie/
- イスラエル
- ジャージー島
- レバノン
- オランダ での事業。
  - バスを東部を除く ノースブラバント州 、トレーン、北西 ユトレヒト州で運行。（BBA）
  - 都市バス（名称：Stadsbus ）をマーストリヒトで運行。（Connex SBM）
  - バスをリンブルフ州 (オランダ)で運行。 (以前はアライヴァ社が運営） （Limex）
  - 西部スヘルデ河口域のフェリーの運営。（BBA Fast Ferries Zeeland）
- ニューカレドニアではヌーメアで郊外バスを開設し、運行している。
- ニュージーランドではオークランド市の鉄道（commuter rail）をオークランド州（Auckland Regional Council）と協力して運行している。
- ノルウェー
- ポーランド
- スロベニア
- スペイン
- スウェーデン、ストックホルムでは自治体（Stockholm County Council）から地下鉄（Stockholm Metro）を借り受け運行している。
- アメリカ合衆国ではヴェオリア・トランスポール傘下のMBCR社がボストンの地域鉄道（commuter rail）を MTA-マサチューセッツ湾交通局（Massachusetts Bay Transportation Authority）と運営契約を結んでいる。
- イギリスでは南東部、ケント、イースト・サセックスの一部でコネックス・サウス・イースタン (Connex South Eastern)とコネックス・サウス・セントラル (Connex South Central) という名前で旅客鉄道を運営していたが、それぞれ2003年、2000年に財政問題を理由に戦略鉄道庁よりフランチャイズ運行契約を打ち切られ、他社に経営が引き継がれた。またバス路線をロンドン、ミッドランド、ヨークシャー、ダラム、南ウェールズなどで運行している。
- 韓国では首都ソウル市のソウル市メトロ9号線を現代-起亜自動車グループと会社を共同設立して運営を請け負っている。
- 香港では2009年に香港のワーフ財閥傘下の香港電車（Hong kong Tramway）の株式を50％取得、その後2010年には100％の株式を取得し、香港のシンボルともなっている2階建てトラムを運行している。